# Angelica Van Buren

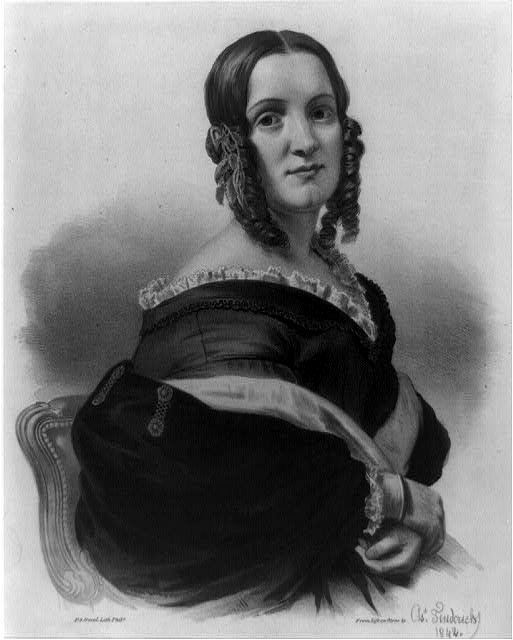
Angelica Van Buren

Angelica Singleton Van Buren (* 13. Februar 1818 in Wedgefield, Sumter County, South Carolina; † 29. Dezember 1877 in New York City) war die Schwiegertochter des achten amerikanischen Präsidenten Martin Van Buren. Dieser war schon länger verwitwet, weshalb sie ab 1838 als First Lady der Vereinigten Staaten fungierte.

## Leben
Sarah Angelica Singleton war die Tochter des wohlhabenden Pflanzers Richard Singleton und seiner Frau Rebecca Coles Singleton, die eine Cousine von Dolley Madison war. Sie wurde im Februar 1818 als viertes von sechs Kindern auf Singletons Plantage Home Place in South Carolina geboren. Einige Quellen geben ein früheres Geburtsjahr an, was möglich ist, da es damals Mode war sich als jünger auszugeben. Da ihre Eltern auch bei ihren Töchtern Wert auf eine Bildung legten, die über die bei Mädchen üblicherweise auf häusliche und soziale Fertigkeiten beschränkte Wissensvermittlung hinausging, schickten sie Angelica auf eine Akademie im Bundesstaat und später auf ein bekanntes Seminar für junge Frauen in Philadelphia, das unter anderem auch die Tochter des früheren Präsidenten James Monroe besuchte. Schwerpunkte in der dortigen Ausbildung waren die Sprache und Kultur Frankreichs, aber auch andere europäische Nationen wurden behandelt.
1838 besuchte sie mit ihrer Schwester Verwandte in Washington, D.C. Dolley Madison führte sie in die höheren Gesellschaftskreise der Hauptstadt ein und letztlich zu einem privaten Abendempfang im Weißen Haus, in dem zu dieser Zeit Präsident Martin Van Buren, der seit dem Tod seiner Frau Hannah Van Buren 19 Jahre zuvor Witwer war, mit seinen drei unverheirateten Söhnen residierte. Dort lernte sie Van Burens ältesten Sohn Abram kennen und lieben, den sie am 27. November 1838 auf ihrer elterlichen Plantage heiratete. Der Präsident sah in dieser Verbindung aufgrund der akuten Spannungen zwischen den zunehmend aboltionistisch gesinnten Nordstaaten und den durch die Pflanzeraristokratie geprägten Südstaaten nicht nur einen politischen Nutzen, sondern in der charmanten Braut auch eine geeignete Frau in Funktion der First Lady. So kam es, dass das junge Paar nach der Hochzeit in das Weiße Haus zog und Angelica die ihr zugedachte Rolle wahrnahm, wobei sie sich von der ehemaligen First Lady Dolley Madison beraten ließ. Zum Neujahrsempfang 1839 debütierte sie als Gastgeberin an der Seite des Präsidenten und wurde von der Presse mit Wohlgefallen aufgenommen.
Im Frühjahr 1839 verbrachte das Paar seine Flitterwochen auf einer ausgedehnten Reise durch Europa. Dort sorgte sie in diplomatischen Kreisen für Konfusion, da Unsicherheit herrschte, wie sie als First Lady, die nicht mit dem Präsidenten verheiratet war, empfangen werden sollte. Letztendlich wurde sie im Status eines königlichen Besuches behandelt, womöglich ihrer kulturellen und sprachlichen Versiertheit geschuldet, und traf unter anderem die junge Königin Victoria und Louis-Philippe I. Im Herbst 1839 kehrte Van Buren in die Vereinigten Staaten zurück und nahm wieder ihre Funktion als First Lady im Weißen Haus wahr. Ihre Ausgestaltung der Empfänge hatte sich durch ihre Reise drastisch geändert; sie wurden viel förmlicher und lehnten sich an das Hofzeremoniell der europäischen Aristokratie an. Zu dieser Zeit gebar sie eine Tochter, die kurz nach der Geburt starb. Im Verlauf der Ehe folgten vier weitere Kinder, alles Söhne, die sämtlich unverheiratet und ohne Nachkommen blieben. Nachdem Martin Van Buren die Präsidentschaftswahl von 1840 gegen William Henry Harrison verloren hatte, begleitete sie ihn mit ihrem Mann auf seinen Altersruhesitz Lindenwald in Kinderhook. Die Winter verbrachte sie mit ihrem Mann auf der elterlichen Plantage in South Caroline. Sie hinterließ im Weißen Haus ein Porträt von sich, das Henry Inman gemalt hatte.
In Lindenwald war sie bei Gesellschaften wieder zugegen, vermehrt im Jahr 1844, als ihr Schwiegervater auf dem Nominierungsparteitag für die Präsidentschaftswahl 1844 antrat. Hierbei musste sie vorsichtig agieren, weil sie aus einer sklavenhaltenden Pflanzerfamilie stammte und die in Lindenwald eingeladenen Politiker meist Abolitionisten waren. Ab 1848 verlegte sie mit ihrem Mann den dauerhaften Wohnsitz nach New York City. Hier engagierte sie sich in der Wohltätigkeitsarbeit und entwickelte Reformvorstellungen hinsichtlich der Lebensbedingungen und Ausbeutung der Arbeiterklasse sowie Interesse für die Frauenbewegung. Während des Amerikanischen Bürgerkriegs war sie vor die Schwierigkeit gestellt, die Gefühle für ihre ursprüngliche Familie und für diejenige, in die sie eingeheiratet hatte, auszubalancieren. So spendete sie Decken für ein Kriegsgefangenenlager der Union in Elmira (New York) und war aktiv in Wohltätigkeitsorganisationen zugunsten von Kriegsgefangenen und Armen. Nach dem Tod ihrer Eltern erbte sie deren Plantage, wobei nicht überliefert ist, ob sie später jemals dorthin reiste. Sie starb fünf Jahre nach ihrem Mann im Dezember 1878.